# Monumento a Giuseppe Verdi
El Monumento a Giuseppe Verdi (en inglés, Giuseppe Verdi Monument) es una escultura en honor al compositor Giuseppe Verdi en Verdi Square Park (entre las calles 72 y 73, Amsterdam Avenue y Broadway) en Manhattan, Nueva York. La estatua fue creada por el escultor italiano Pasquale Civiletti.
El monumento mide 8 m de altura y hasta 5 m de ancho. El pedestal está hecho de escalones de granito oscuro, coronado por un cilindro, y mide 4,57 m de altura. En el pedestal se encuentran las estatuas de cuatro personajes de las óperas de Verdi: Aida, Otello, Leonora de La fuerza del destino y Falstaff. Estas estatuas miran respectivamente al norte, este, sur y oeste. Las estatuas de los personajes están hechas de mármol blanco de Carrara, con grandes liras de mármol colocadas entre ellas. El lado occidental del pedestal contiene un grabado con el nombre de Civiletti. Una cápsula del tiempo está incrustada en la base del monumento de Verdi. La estatua principal de Verdi, colocada sobre el pedestal, también está hecha de mármol blanco de Carrara.
El monumento fue dedicado el Día de la Raza, el 12 de octubre de 1906, por el Comité del Monumento a Verdi presidido por el italoestadounidense Carlo Barsotti. Fue el editor fundador del periódico Il Progresso Italo-Americano, y usó sus páginas para recaudar fondos para este y varios otros monumentos, incluido el monumento Columbus Circle, un monumento de 1888 a Giuseppe Garibaldi en Washington Square Park, un monumento a Giovanni da Verrazzano (1909) y el monumento de 1921 a Dante Alighieri en el Parque Dante.
Bertolli USA ha establecido una dotación financiera de mantenimiento permanente para el monumento. El monumento figura en el Registro Nacional de Lugares Históricos.